# Вулканологија
Вулканологија је наука о вулканима, лави, магми и њима повезаним геолошким, геофизичким и геохемијским појавама. Назив је кованица латинске речи Vulcanus, према називу римског бога ватре и грчке речи логос, што значи наука.
Вулканологијом се баве вулканолози, особе које проучавају облике вулкана, проучавају историјске записе свих ерупција, али и проучавају садашње вулканске ерупције и њихове последице. У том циљу вулканолози често посећују вулкане, посебно оне који су активни ради проучавања еруптива и опсервирања ерупција и прикупљања узорака. У самом фокусу истраживања је покушај предикције будућих ерупција.